# Симанский, Пантелеймон Николаевич
Пантелеймо́н Никола́евич Сима́нский (12 октября 1866 года, Санкт-Петербург, Российская империя — 22 апреля 1938 года, Варшава, Польша) — генерал-лейтенант Русской императорской армии, эмигрант первой волны, военный историк.

## Биография
1 сентября 1883 года окончил Псковский кадетский корпус. В 1885 году после окончания 2-го военного Константиновского училища выпущен подпоручиком (ст. 14.08.1884). Был назначен в Павловский лейб-гвардии полк. В 1891 году окончил Императорскую Николаевскую военную академию. Штабс-капитан гвардии с переименованием в капитаны Генерального штаба. Состоял при Московском военном округе. С 26 ноября 1891 по 3 сентября 1896 года старший адъютант штаба 35-й пехотной дивизии. С 17 октября 1894 по 21 октября 1895 года отбывал цензовое командование ротой в 137-м пехотном Нежинском полку. С 6 мая 1900 года штаб-офицер для особых поручений при штабе 17-го армейского корпуса. 6 декабря 1900 года произведен в полковники. С 29 января 1902 года начальник штаба 1-й гренадерской дивизии. В 1904-1906 гг. командир 2-го гренадерского Ростовского полка. В 1909 году был произведён в генерал-майоры, в следующем году принял командование 2-й бригадой 35-й пехотной дивизии.
Во время Первой мировой войны с 19 июля 1914 года по 7 июля 1917 год командовал 61-й пехотной дивизией. Действовал в Тарношинском бою 15 августа 1914 года. В мае 1915 года дивизия под его командованием участвовала в битве за Горлице. В 1917 году был произведён в генерал-лейтенанты и назначен командиром 47-го армейского корпуса 6-й армии, которая входила в состав Румынского фронта.
Во время Гражданской войны командовал 1-й стрелковой дивизией Отдельного Псковского добровольческого корпуса, преобразованого позже в Северо-Западную армию.
С 1919 года находился в эмиграции в Польше. Первоначально работал в Русском политическом комитете, потом занимался научной деятельностью, главным образом военной историей. Сотрудничал с Военным научно-издательским институтом и Военным историческим бюро. Публиковался в польских военных журналах «Bellona» и «Przegląd Historyczno-Wojskowy».
Скончался 22 апреля 1938 года в Варшаве и был похоронен на православном кладбище.
Женат на Вере Николаевне Рузской — дочери главнокомандующего Северным фронтом генерала от инфантерии Н. В. Рузского

## Награды
- Орден Святого Станислава III степени (1895);
- Орден Святой Анны III степени (1898);
- Орден Святого Станислава II степени (1905);
- Орден Святой Анны II степени (1908);
- Орден Святого Владимира III степени (1913);
- Орден Святого Станислава I степени с мечами (1915);
- Орден Святой Анны I степени с мечами (1915);
- Орден Святого Владимира II степени с мечами (1915);
- Георгиевское оружие.